# Hünxe

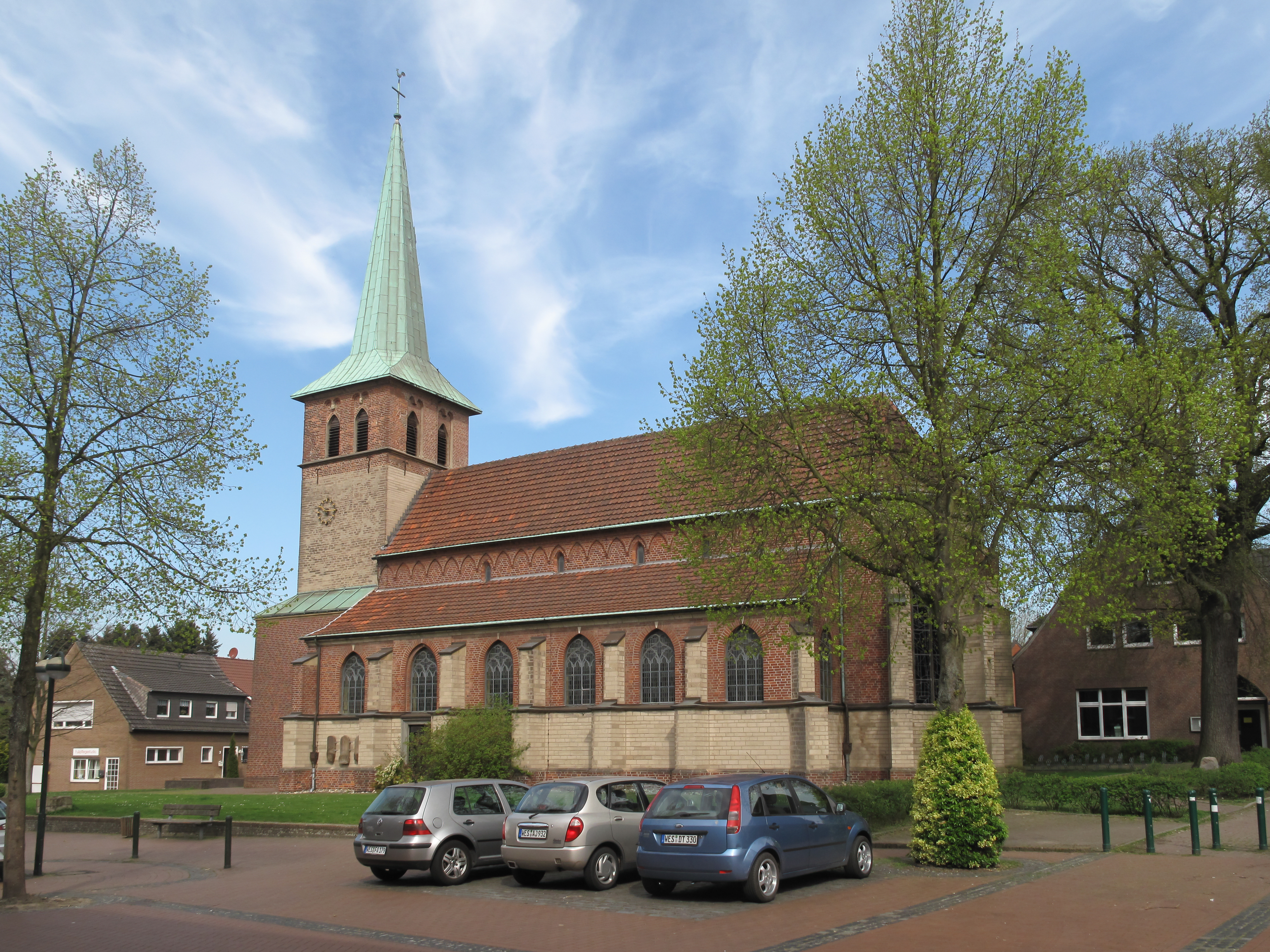
Hünxe, église

Hünxe est une commune de Rhénanie-du-Nord-Westphalie (Allemagne), située dans l'arrondissement de Wesel, dans le district de Düsseldorf, dans le Landschaftsverband de Rhénanie.